# 中国国鉄東方紅3型ディーゼル機関車
中国国鉄東方紅3型ディーゼル機関車（ちゅうごくこくてつとうほうこう3がたディーゼルきかんしゃ）とは、中華人民共和国鉄道部の所有する液体式ディーゼル機関車の1系列である。
1972年に四方鉄道車両工場で幹線用客貨両用型として開発され、1976年 - 1988年に268両が製造された。エンジン、動力伝達装置ともに2基独立して配置され、片方のみの運転も可能である。
東北部各地で運用されていたが、現在は専用線や地方鉄道などで活用されている。また朝鮮民主主義人民共和国に渡った車両もあるといわれる。

## 登場作品
大韓民国で製作されたアニメーション『チビ列車ティティポ 』ではこの車両をモデルとしたロコという名前のキャラクターが登場しているが、片運転台構造になっている、連結器が格納式になっている等実車と異なる部分が幾つか見受けられる。